# لحم نعام

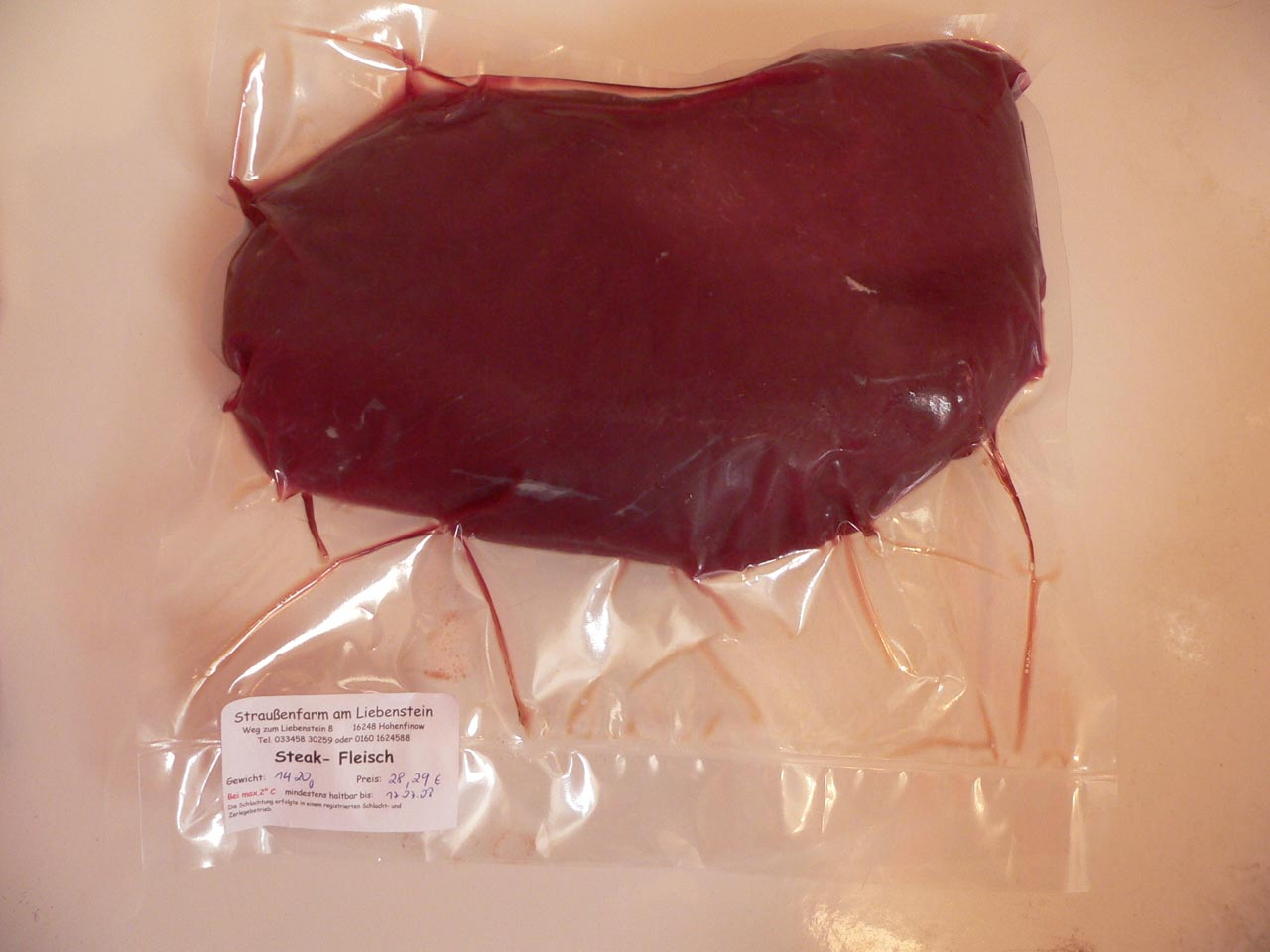
ستيك من لحم النعام

لحم النعام هو اللحم الذي مصدره النعام ويستهلك أساساً في جنوب أفريقيا (بها 75% من حضائر تربيته) وأوروبا وأستراليا والولايات المتحدة الأمريكية. هذا اللحم به كمية ضئيلة من المواد الدهنية (نسبة الكولسترول أقل من تلك بلحوم الدجاج) وبه نسبة مرتفعة من البروتين.